# A Farkasréti temető ravatalozója és új árkádsora
A Farkasréti temető ravatalozója és új árkádsora egy nagy méretű budapesti temetkezési épületegyüttes.

## Története
A Budapesti Farkasréti temető 1894-ben nyílt meg. Nem sokkal később, 1900-ban felépült az első árkádsoros díszsíregyüttes a temető Érdi úti oldalán, ez ma a Farkasréti temető régi árkádsora.
Jóval később, 1938-ban épült fel a második árkádsoros rész, ezúttal a Németvölgyi út felőli részén. A komplexum nagy részét egy templom harangtoronnyal, a Keresztes Szent János-temetőkápolna tette ki, amely alig 7 évvel később, a második világháború során, bombatalálat következtében már el is pusztult. Tóth Vilmos temetőkutató szerint „a Farkasréti temető kis temploma a két világháború közötti fővárosi egyházi építészet egyik kiemelkedő példája, a funerális művészetben pedig a korszak talán legjelentősebb alkotása volt.” Romjait felhasználták urnasírok (kolumbáriumok) kialakításához. A templom harangtornyának alján 1958-ban munkásmozgalmi kolombáriumot létesítettek.
Érdekesség, hogy az együttes átadását az 1938-as Eucharisztikus világkongresszus ünnepségsorozatához időzítették. A kriptákban körülbelül 500 halott részére alakítottak ki nyughelyet. A létesítményeket id. Módos Ferenc és Krassói Virgil tervezte. Ekkor épült fel egyébként a temető – előzőektől különálló – főkapuja is.
A ravatalozók is megsérültek a második világháborúban, ezt követően helyreállították őket. Mai formájukat 1975–1977-ben alakították ki. A munkálatokat Makovecz Imre építész és Mezei Gábor belsőépítész tervei alapján biomorf organikus stílusban  végezték el.

## Képtára

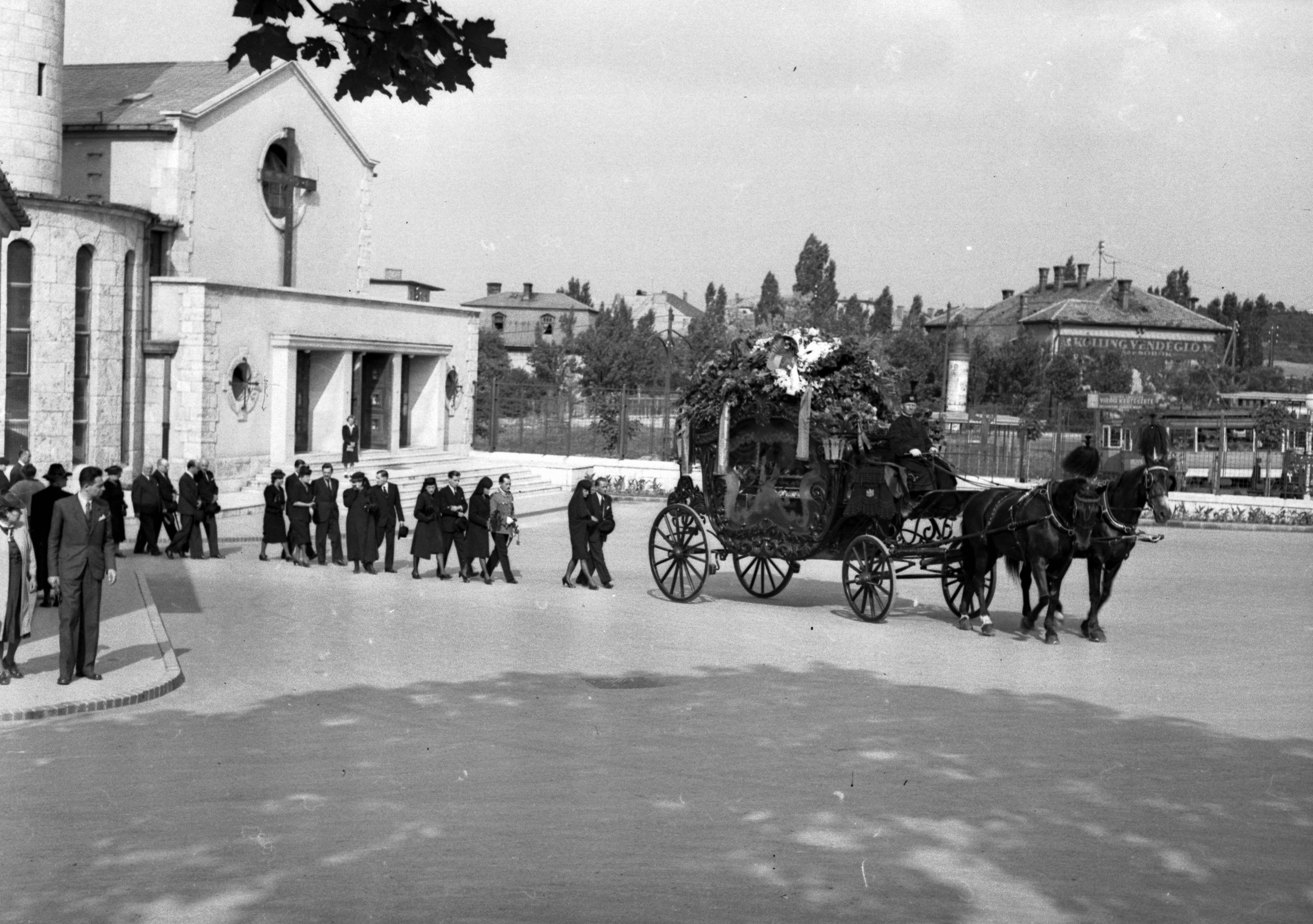
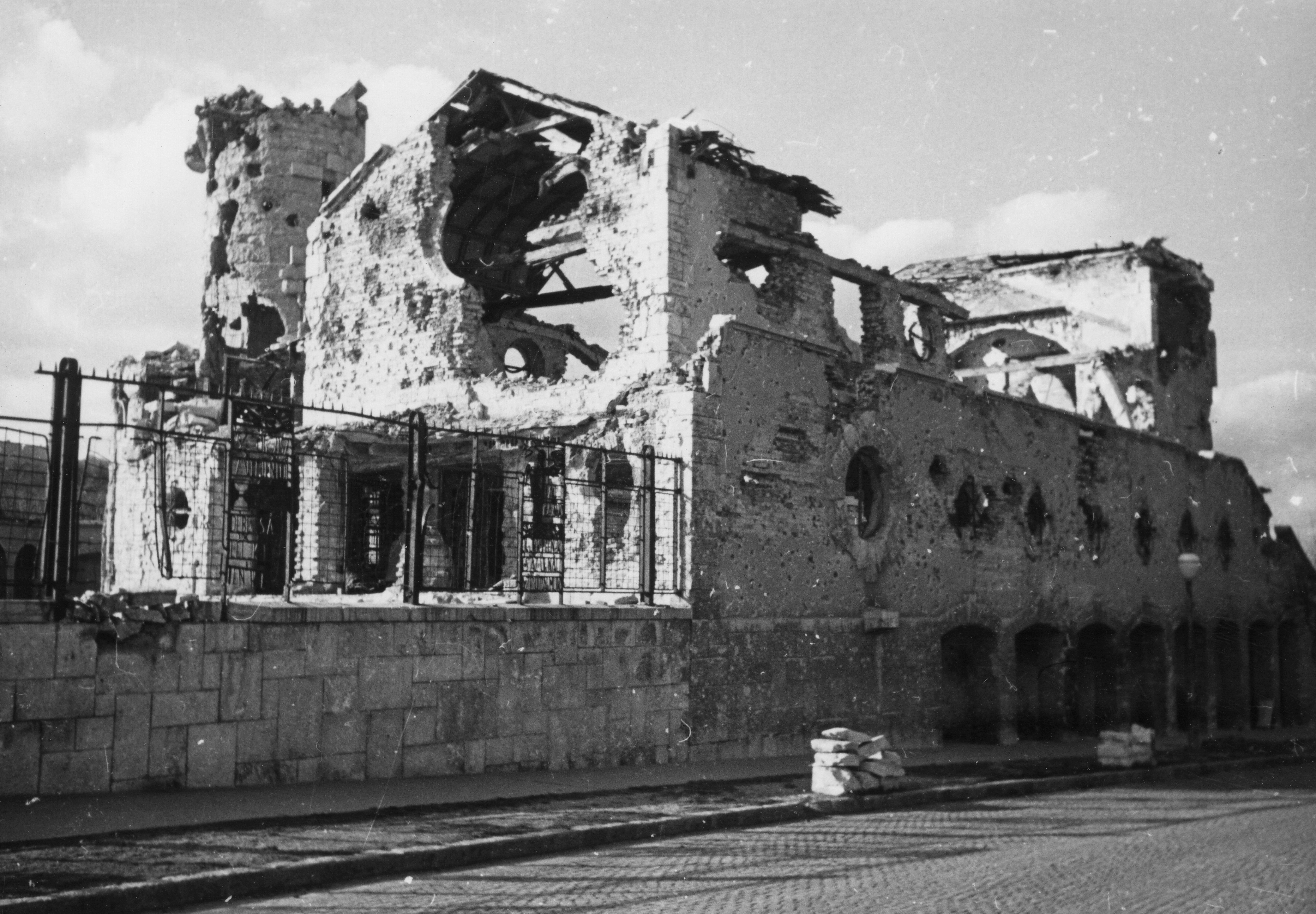
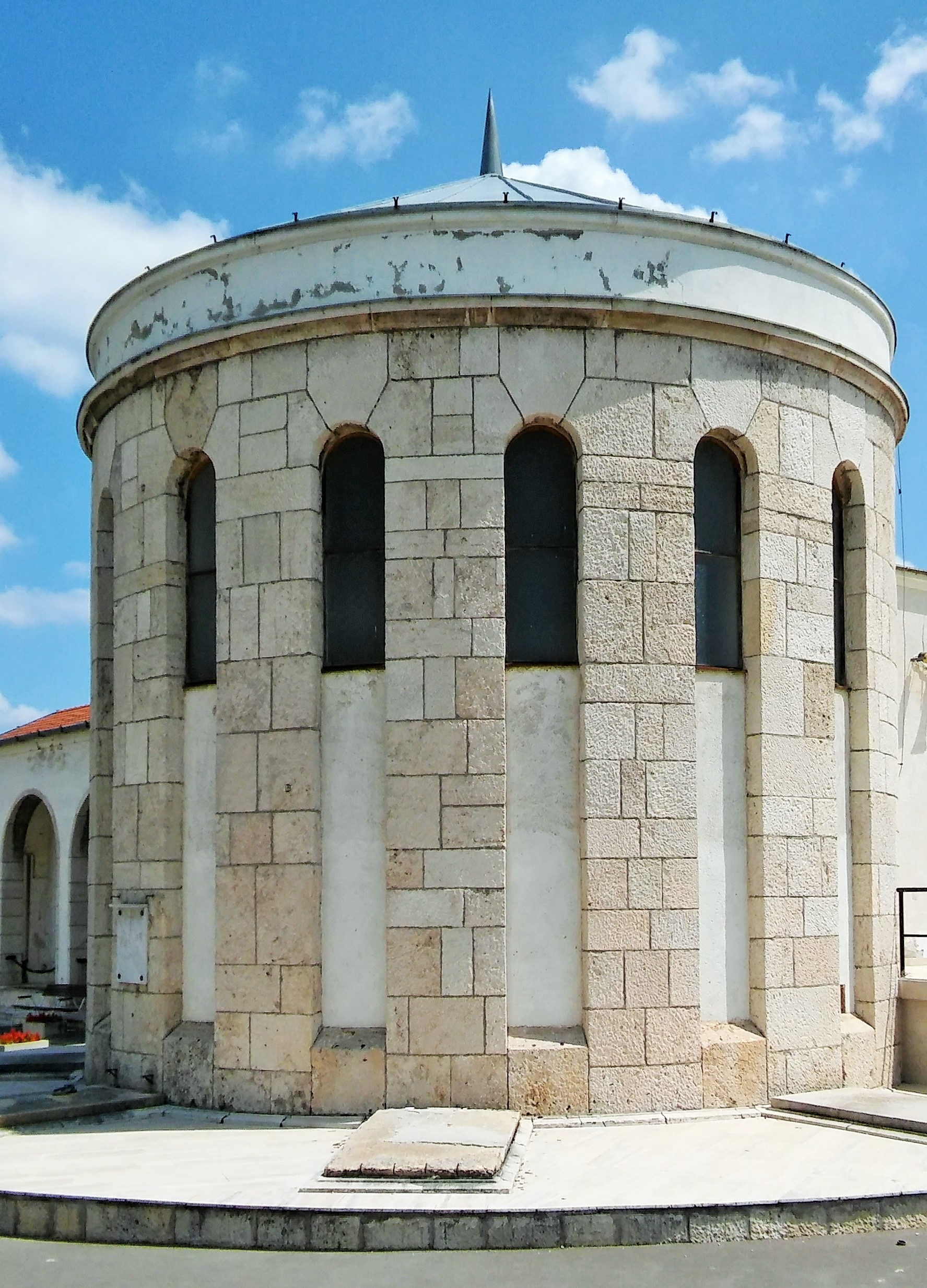
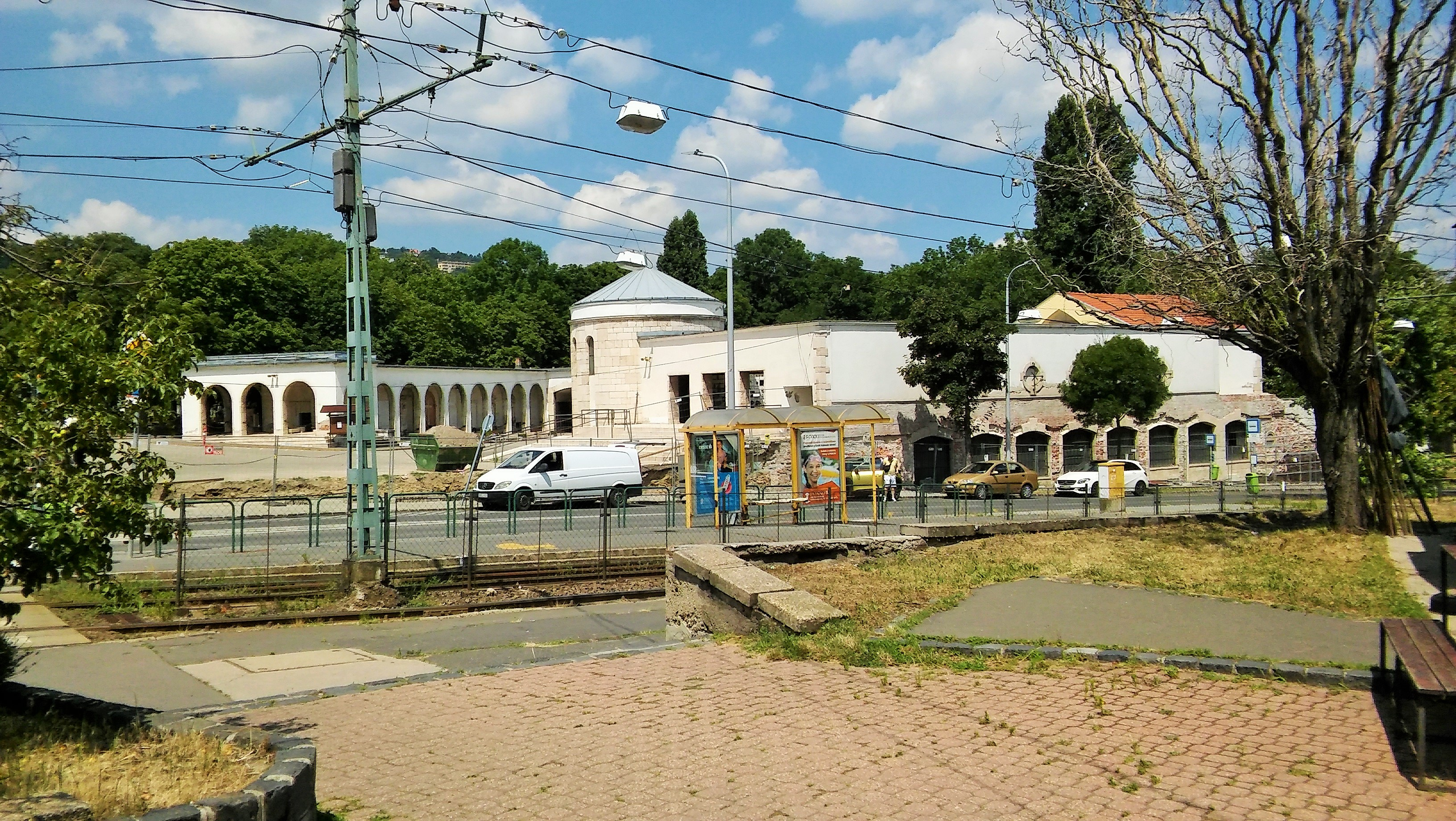
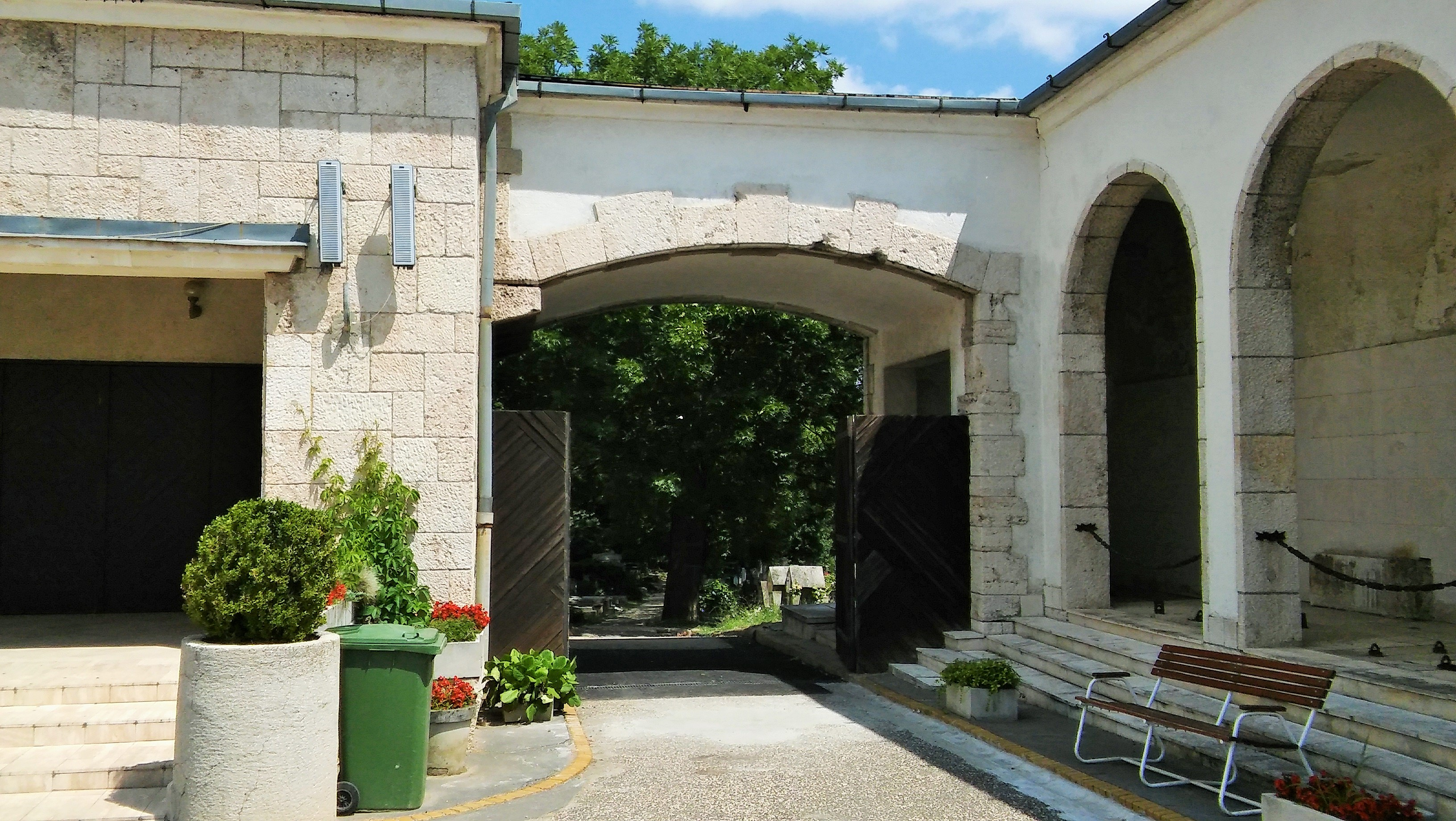
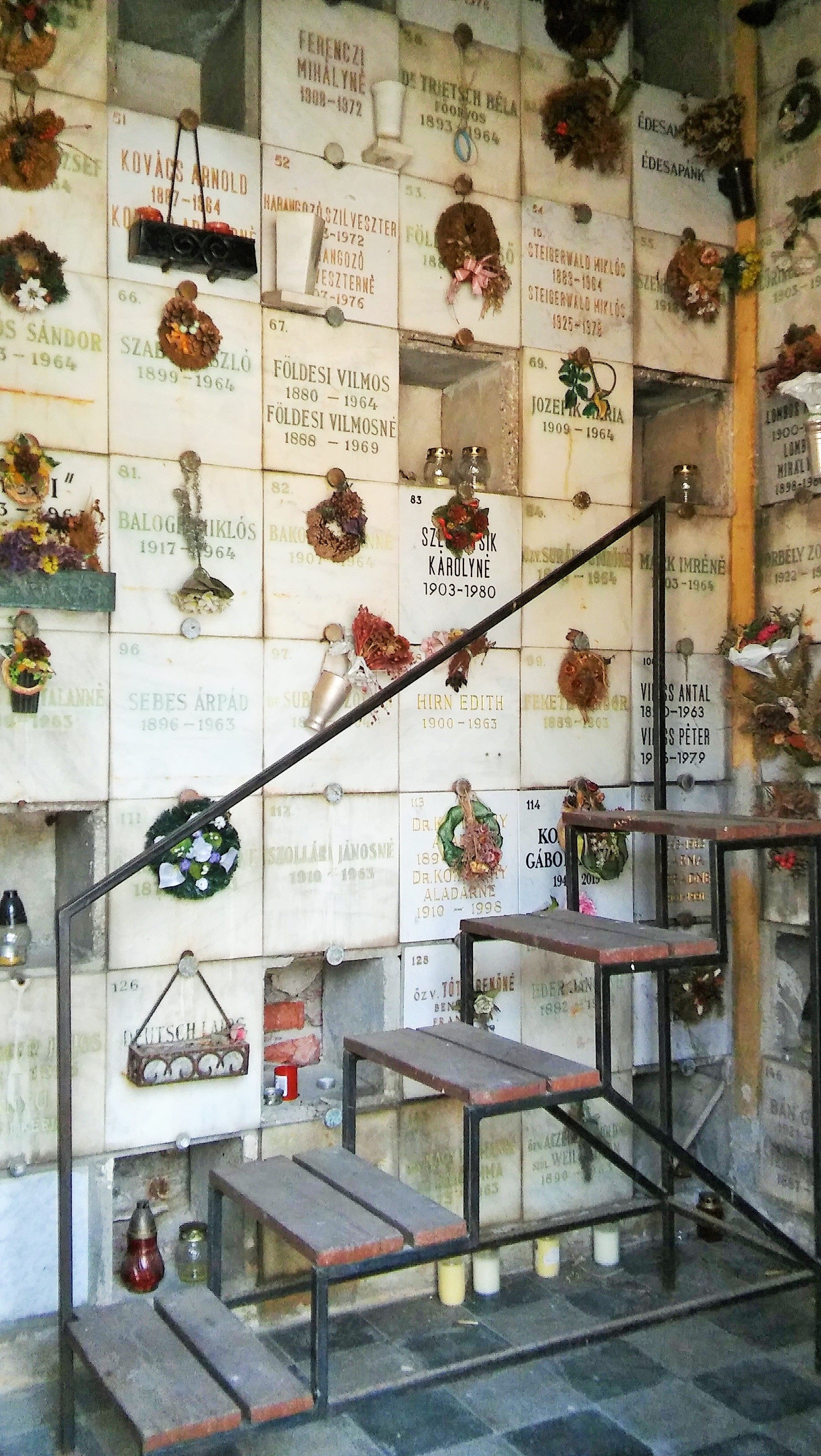
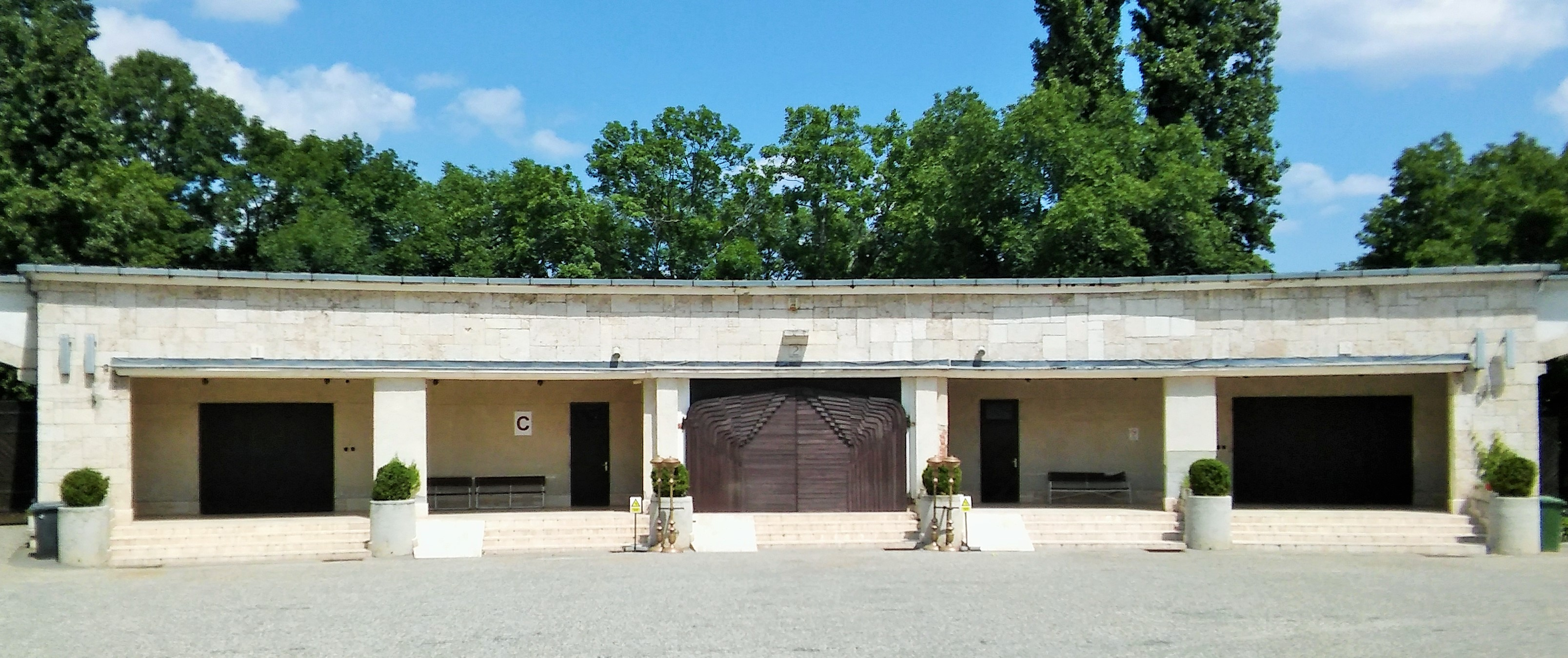
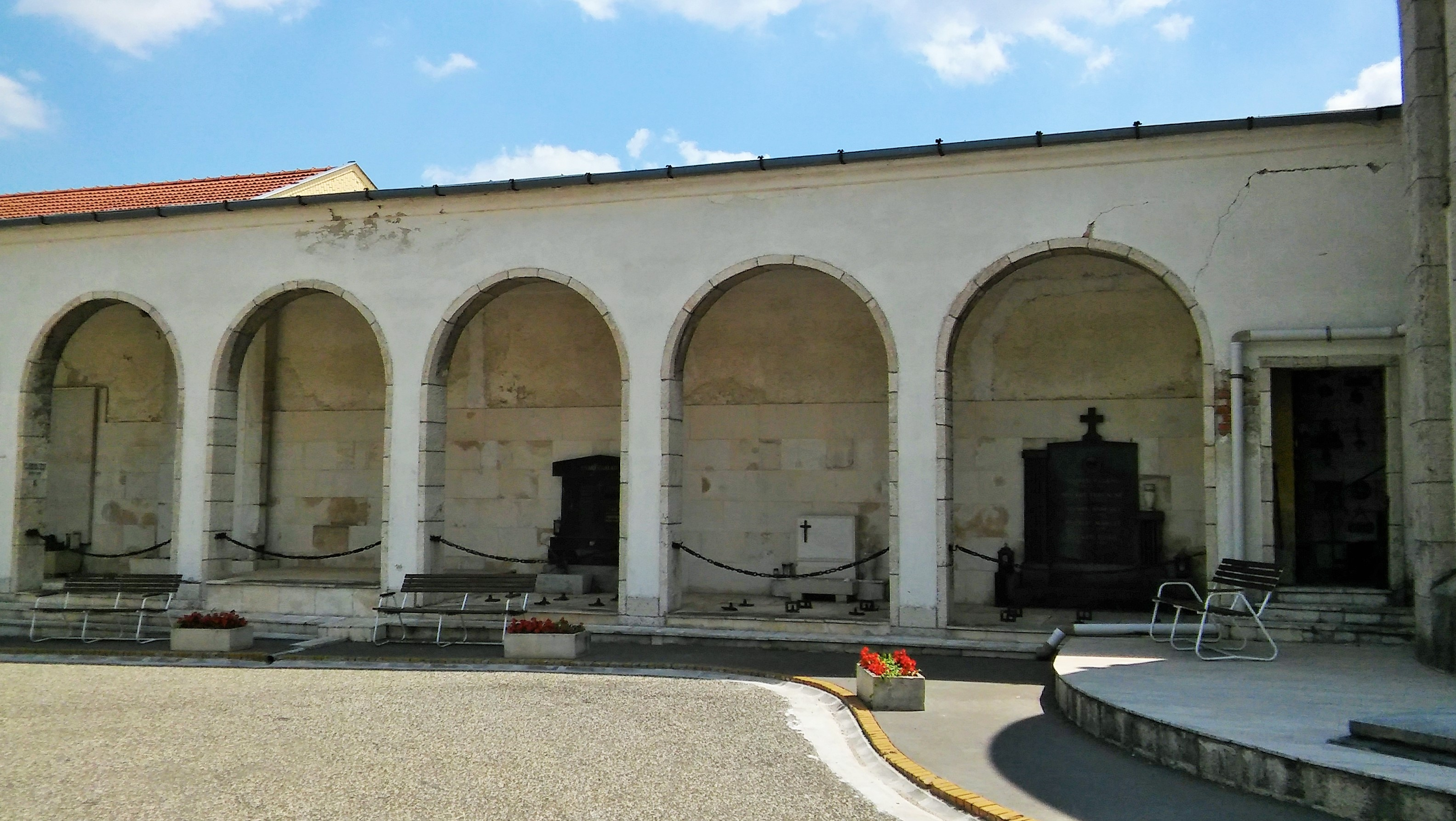
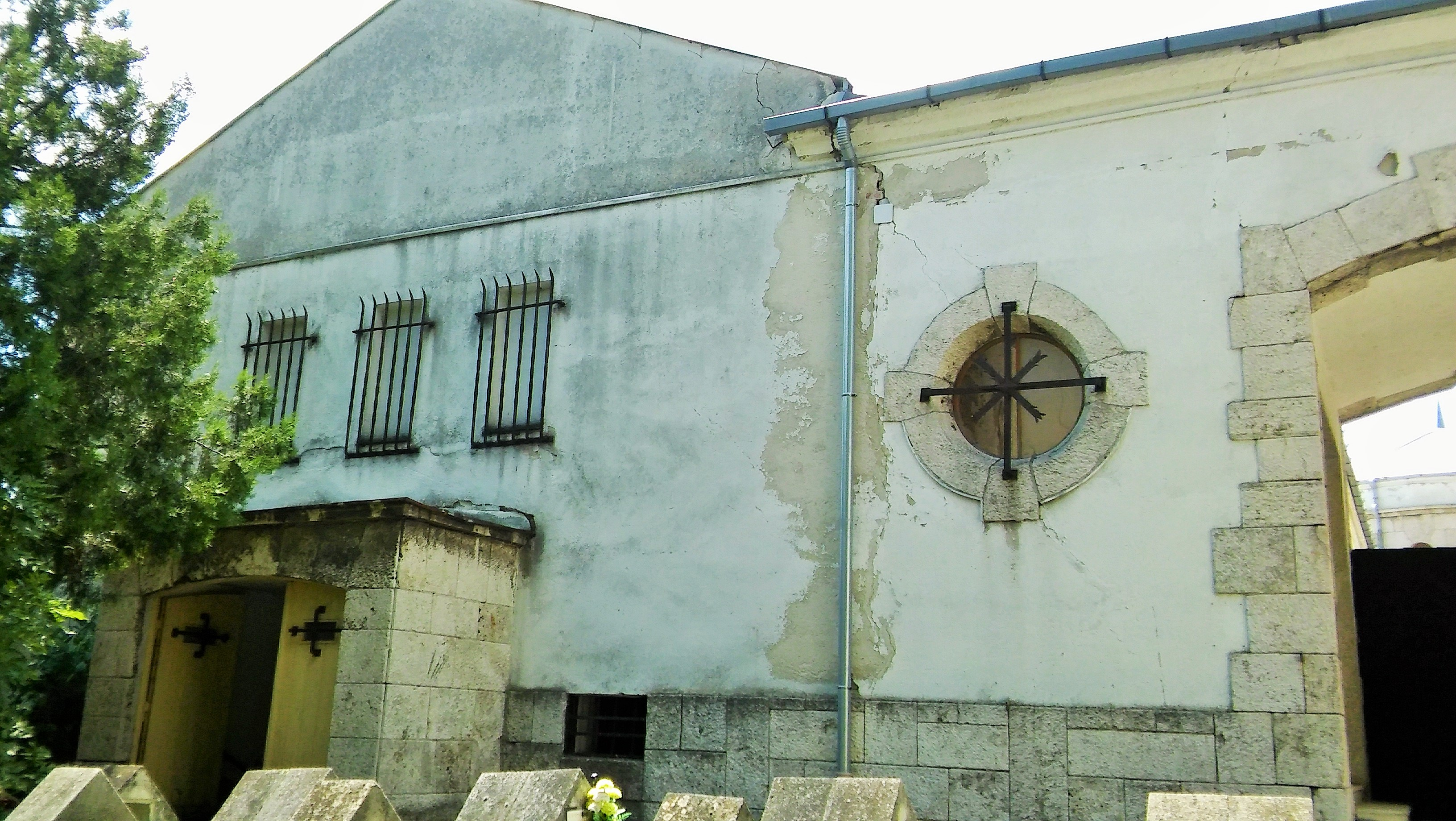
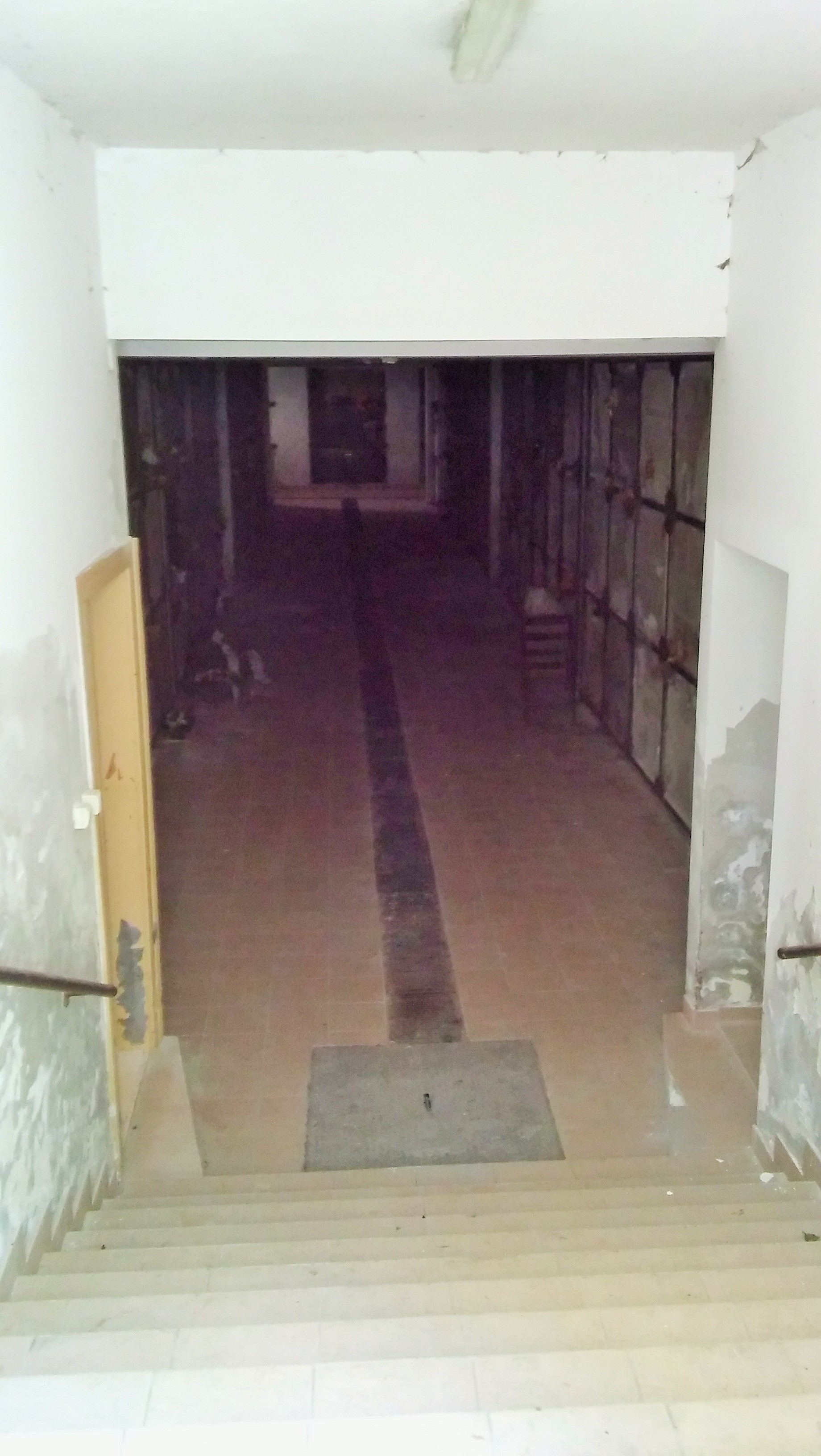
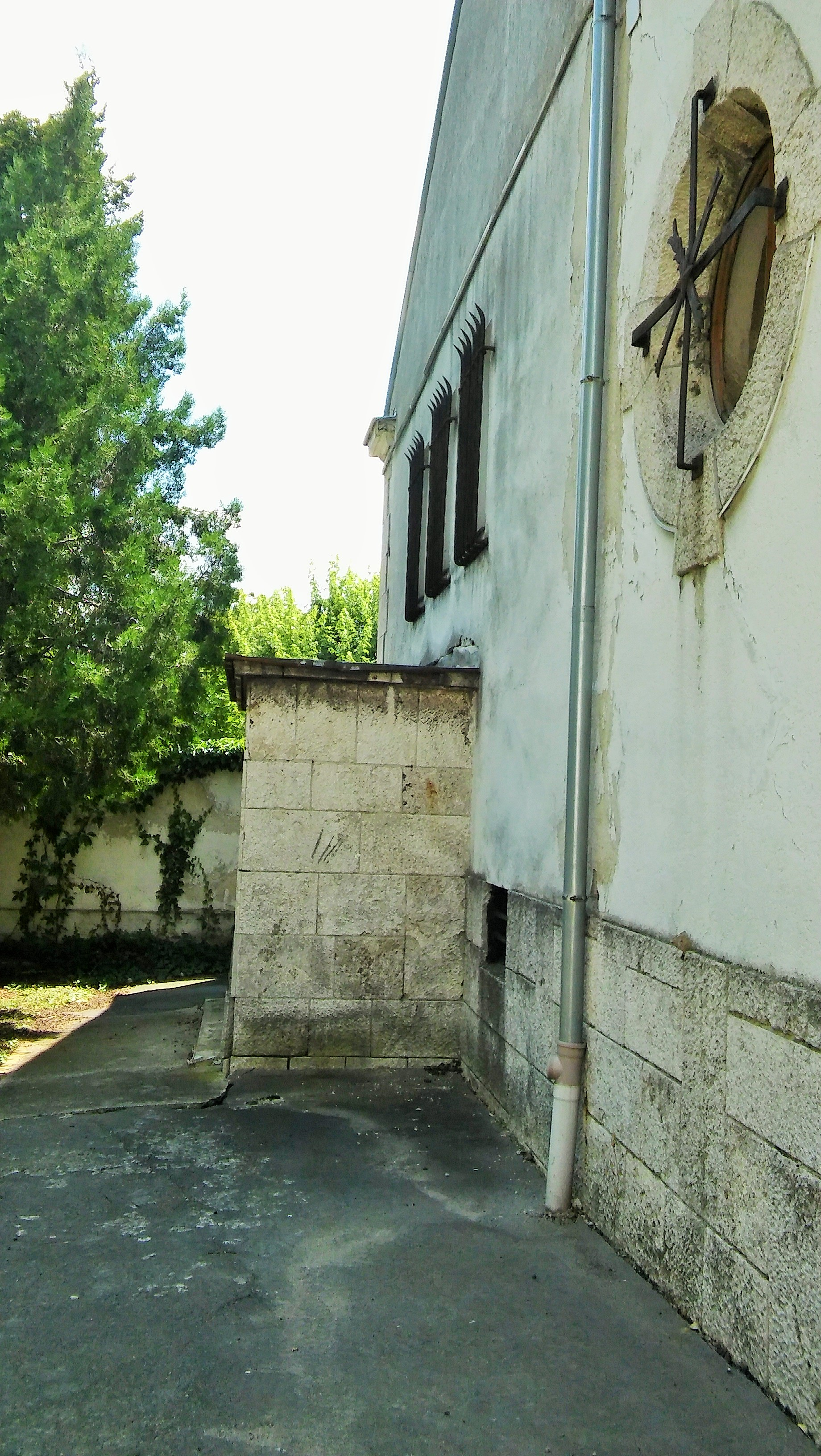
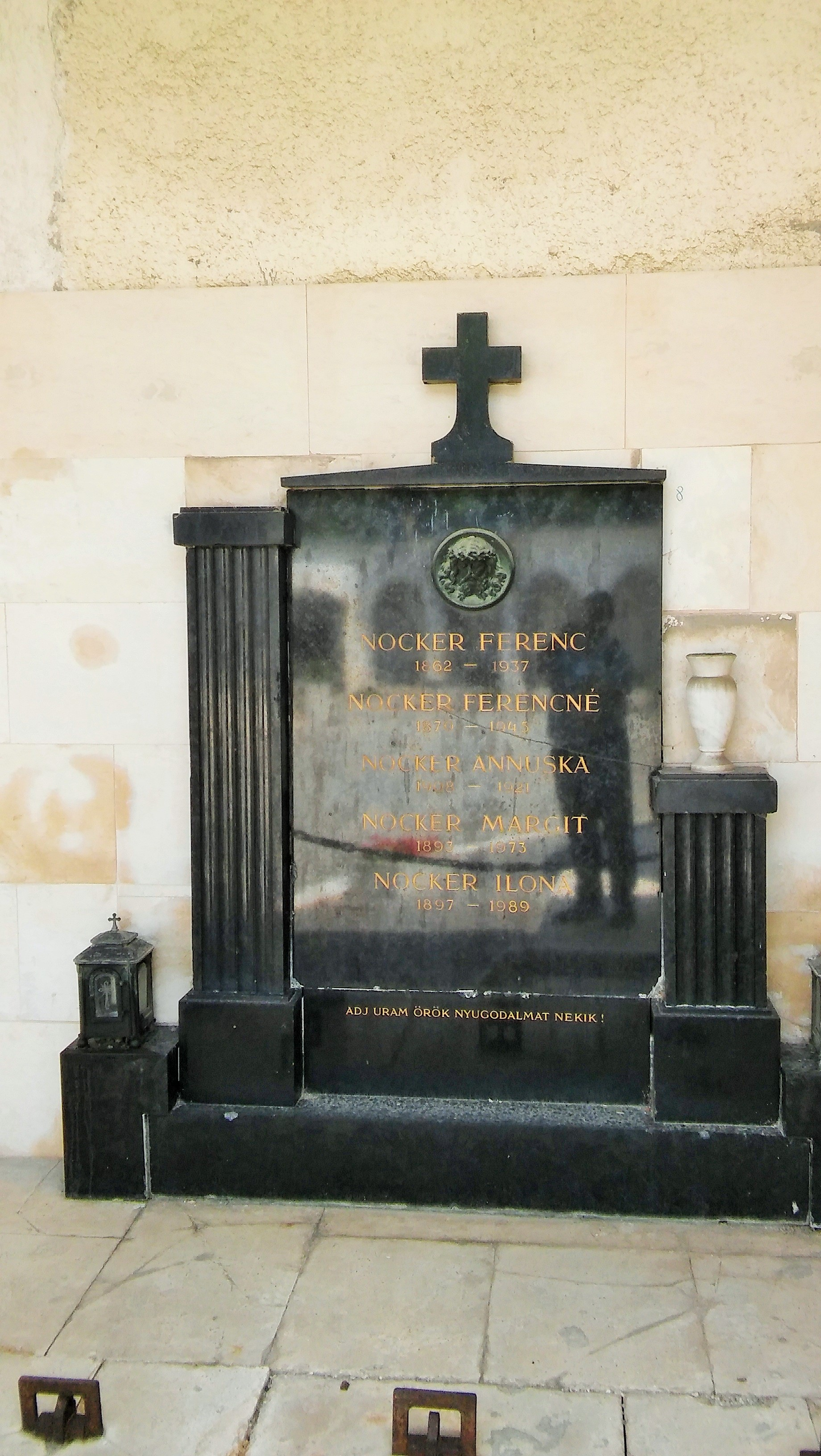
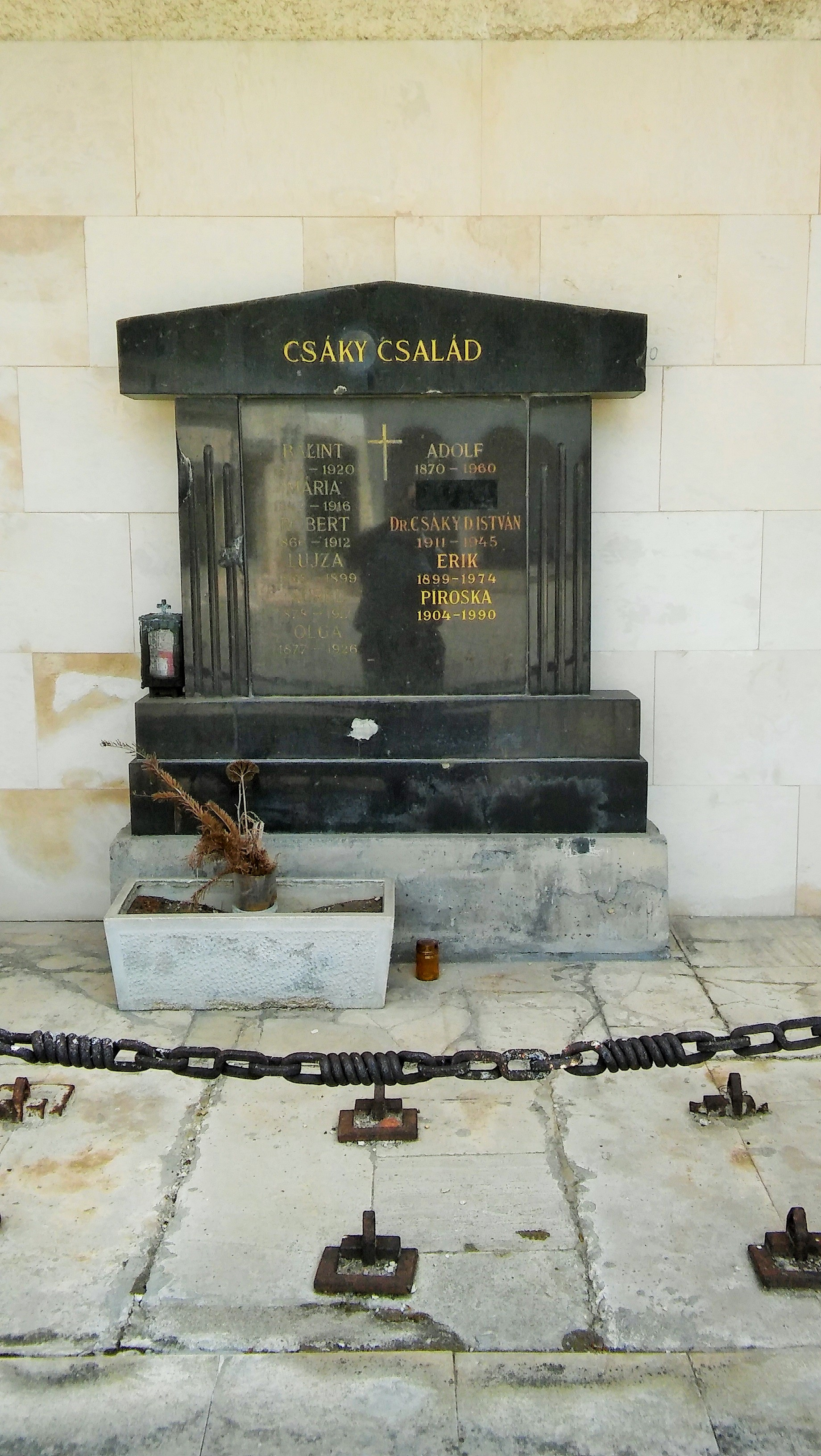
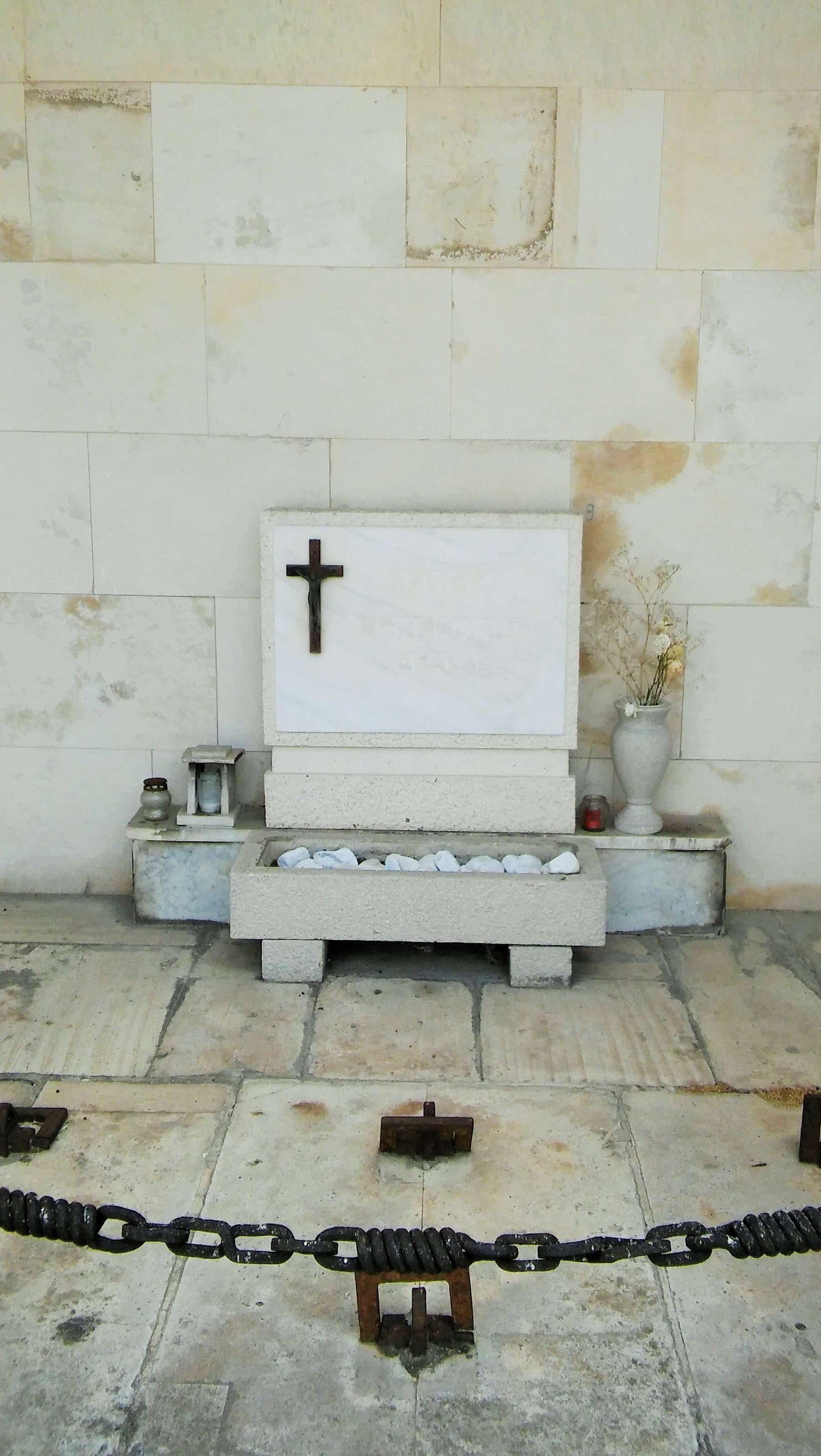
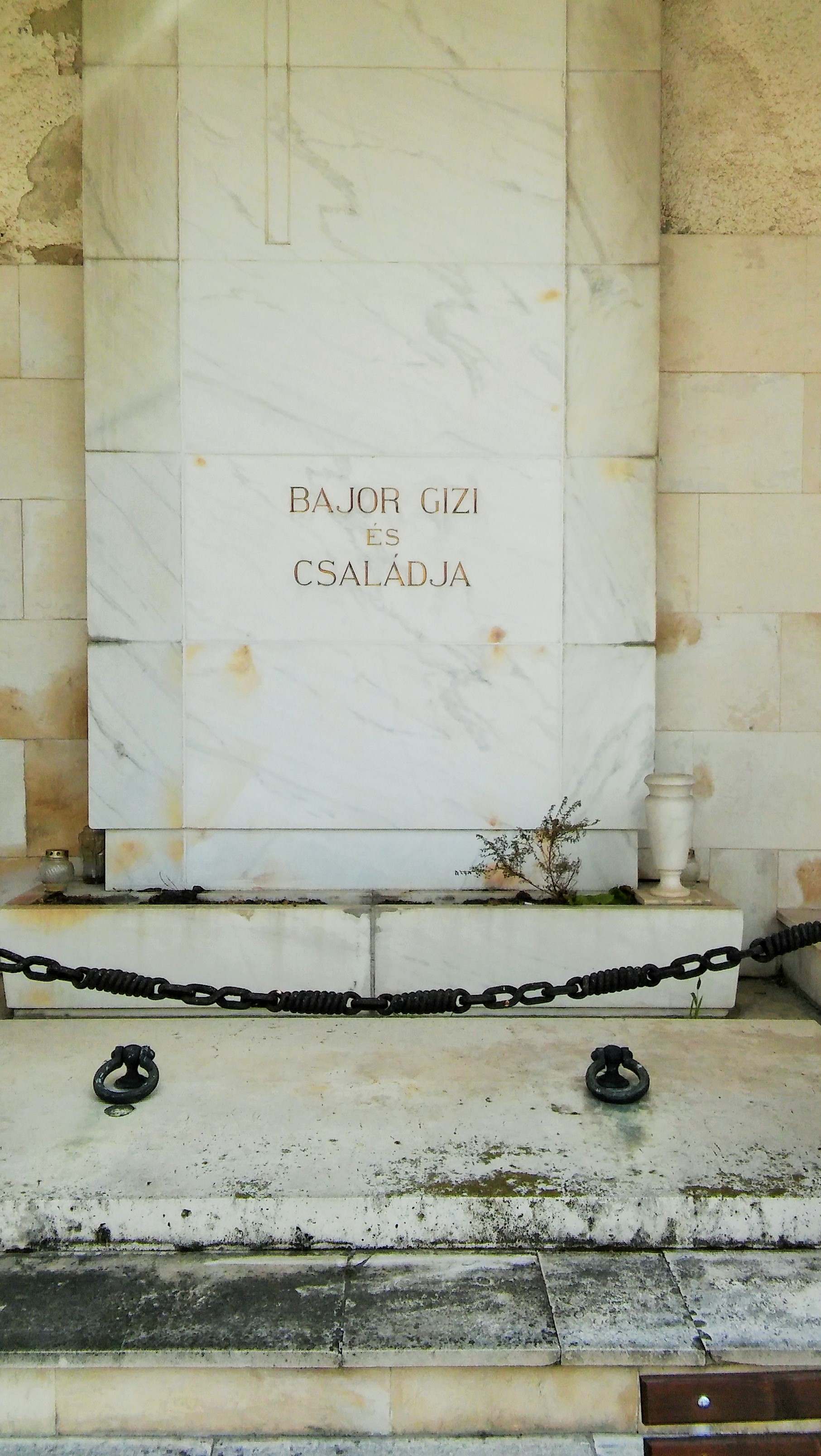
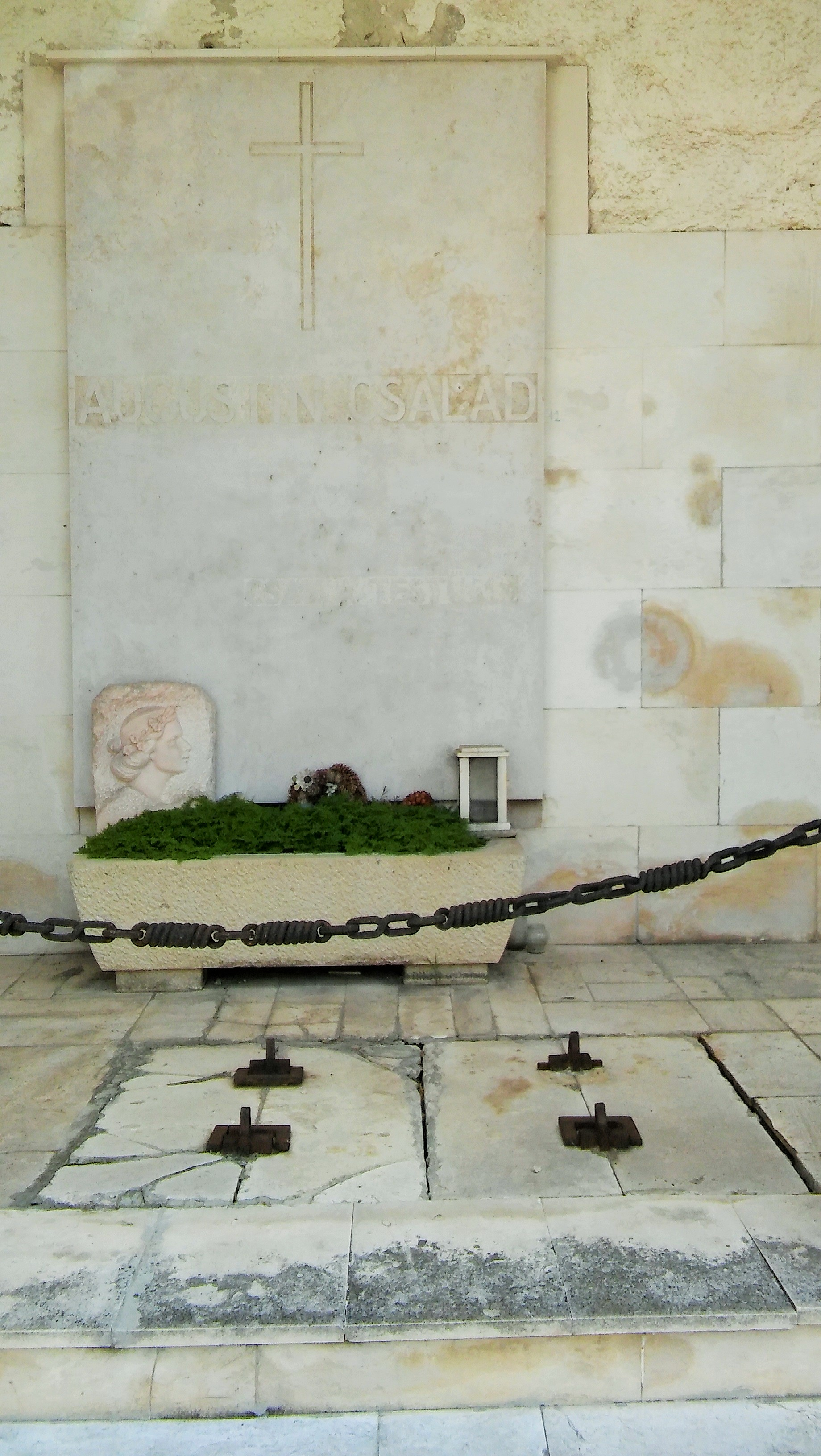